# Імперіал-Ворф (станція)
51°28′31″ пн. ш. 0°10′58″ зх. д. / 51.475169444444° пн. ш. 0.18281111111111° зх. д.
Імперіал-Ворф (англ. Imperial Wharf) — станція Західнолондонської лінії операторів London Overground та Southern, розташована в Сандс-Енд на заході Лондона, у 2-й тарифній зоні. В 2018 році пасажирообіг станції склав 3.123 млн осіб 

- 27 вересня 2009: відкриття станції.

Конструкція: відкрита естакадна станція з двома береговими платформами на дузі.

## Послуги
| Попередня станція | Лінія                  | Лінія                                     | Лінія | Наступна станція |
| ----------------- | ---------------------- | ----------------------------------------- | ----- | ---------------- |
| Вест-Бромптон     |                        | London Overground Західнолондонська лінія |       | Клепгем-джанкшен |
| Вест-Бромптон     | National Rail Southern |                                           |       | Клепгем-джанкшен |